# Јоцо Марјановић
Јован Јоцо Марјановић (Сански мост 31. март 1920 — Београд, 10. април 1992) био је учеснк Народноослободилачке борбе, друштвено-политички радник СФР Југославије и СР Босне и Херцегодине.

## Биографија
Основну школу завршио је у родном граду, нижу гимназију у Приједору, а средњу богословску школу у Сарајеву (1940). Исте године уписао се на Теолошки факултет у Београду, али је због рата прекинуо студије. На Филозофском факултету у Београду ванредно је завршио (1960) студије филозофије. У међувремену је завршио Политичку школу у Сарајеву и Политичку школу „Ђуро Ђаковић“ у Београду (1947). Докторску тезу Филозофија и политика код Маркса у раздобљу 1841–1844. одбранио је 1965. на Факултету политичких наука у Сарајеву. 
Члан СКОЈ-а постао је 1939, а члан КПЈ 1941. године. Партијски је дјеловао у Приједору, одакле се укључио у припрему устанка народа Козаре и Поткозарја и 1941. приступио првим јединицама НОП-а. У Козарском партизанском одреду био је комесар чете, затим батаљона. Био је политички комесар и 11. НОУ бригаде, а завршетак рата дочекао је као политички комесар 12. крајишке НОУ бригаде. 
Послије рата кратко је радио у служби Одјељења за заштиту народа Босне и Херцеговине у Сарајеву. Затим је био члан Окружног комитета КПЈ за Бању Луку и руководилац агитпропа до 1947. године. Од 1948. до 1954. био је директор и наставник Политичке школе у Сарајеву. Потом је до 1956. радио у стручној служби Централног комитета Савеза комуниста Босне и Херцеговине, као секретар Идеолошке комисије и у Главном одбору ССРН Босне и Херцеговине. Био је предсједник Савјета за културу и науку Извршног вијећа Скупштине НР Босне и Херцеговине и члан Извршног вијећа Скупштине НР Босне и Херцеговине (1956–1959), те предсједник Одбора за просвјету, науку и културу Републичког вијећа Народне скупштине НР Босне и Херцеговине (1959–1961). У том периоду био је и посланик у Скупштини НР Босне и Херцеговине и у Савезној народној скупштини ФНРЈ.
За члана Централног комитета Савеза комуниста Босне и Херцеговине (ЦК СК БиХ) биран је на Другом, Трећем и Четвртом конгресу, од 1954. до 1969, а од Деветог пленума ЦК СК БиХ, новембра 1966. и члан Председништва ЦК СК БиХ. Био је члан Извршног одбора Главног одбора Социјалистичког савеза радног народа Босне и Херцеговине и од 1975. члан Савјета Републике.
Године 1961. постављен је за директора Високе школе политичких наука (од 1962. Факултет политичких наука) у Сарајеву и у тој установи остао је до пензионисања. Изабран је за вишег предавача 1964. године. Након што је 1969. хабилитовао радом Мјесто и значај Марксове дисертације у његовом дјелу изабран је за ванредног професора на предмету Историја марксизма. Године 1975. добио је звање редовног професора по позиву. У два мандата био је декан овог факултета. Објавио је тридесетак научних и стручних радова, те неколико публицистичких, ауторизованих предавања, полемика и сл., углавном из филозофије, историје марксизма, теорија пролетерских револуција, улоге културног и умјетничког стваралаштва, историје партизанског ратовања, идеолошког образовања радничке класе итд. 
Једно вријеме је био предсједник Радничког КУД „Пролетер“ из Сарајева. Између осталог, био је главни и одговорни уредник листа „Глас“, Бања Лука (1945–1947), и часописа „Одјек“, Сарајево (1952–1955), предсједник издавачких савјета предузећа „Џепна књига“ и „Веселин Маслеша“, члан редакције едиције Устанак народа Југославије и предсједник републичке редакције те едиције. Писао је за велики број југословенских листова и часописа. 
Носилац је Споменице 1941.